# Puente de Fraga
El puente de Fraga se refiere habitualmente a un puente sobre el río Cinca en la ciudad de Fraga (Aragón, España) que se corresponde con lo que hoy en día se llama «Puente Pequeño», o «Pont Petit» en fragatino (coordenadas: 41°31′22″N 0°20′45″E / 41.522729164377495, 0.34573170637134426). El puente une la parte nueva y el casco histórico de la ciudad, que se encuentran a lados distintos del río.
A veces también se usa esta denominación para el puente de la carretera Nacional II, el llamado «Puente Grande», o «Pont Gran» en fragatino, que se encuentra unos 200 metros río arriba, paralelo al primero (coordenadas: 41°31′29″N 0°20′43″E / 41.524729893520444, 0.3452644897276304).

## Río Cinca
El río Cinca es un río de caudal importante, ya que se trata del segundo río en volumen de agua en Aragón, después del Ebro. Nace en los Pirineos y tiene un régimen nival, es decir los deshielos de primavera producen grandes masas de agua y eventualmente riadas. En la actualidad el río está controlado por diversas presas, pero históricamente las avenidas de agua tenían la costumbre de llevarse el puente y todavía se recuerda la última gran riada de 1982.
En épocas en las que no había puente o estaba dañado se usaba el sistema de barcas, habitualmente con sirga o perchas, tal como se hacía en otros pasos de río cercanos en los que no había puente, como los de Mequinenza, Caspe, Albalate de Cinca o Zaidín.

## Historia
Históricamente la ciudad se encuentra en la ladera del valle fluvial del Cinca, que en ese punto pasa a los pies de lo que hoy es el casco antiguo. Al otro lado del río se encuentra la fértil llanura fluvial que, por lo menos desde época romana y ciertamente desde época musulmana, ha sido cultivada por regadío. El puente era por lo tanto una infraestructura imprescindible para la vida económica de Fraga.
Es posible que hubiese un puente en época romana, pero no se conservan datos.

### Edad Media
La primera noticia que se tiene de un puente —de piedra— en Fraga es de 1149.
Se sabe que 1315 había un puente puesto que el rey Jaime II concedió el privilegio del pontazgo por diez años a Guillermo de Montcada, señor de Fraga. La concesión fue prolongada cinco años, hasta 1530, a petición de Montcada. Consistía en «cada hombre o caballería debía pagar un denario por día, por bestia cargada o por conducción de la misma un óbolo. Si el número de caballería y cargas fuera mayor debía aplicarse la proporción.»
Tras conseguir el rey Alfonso IV de Aragón y su esposa, Leonor de Castilla, los derechos sobre Fraga perdonaron el peaje por cinco años a los ciudadanos de la villa y se les permitió cobrar el paso a favor del mantenimiento del puente de piedra. Tras protestar por el cambio de usos antiguos, los judíos de Lérida también consiguieron el paso franco del puente. Tras acabarse la cesión, fue alargada unos años más.
En época del rey Juan II, tres ricoshombres de Zaragoza, Bertrán Coscó, Johan d’en Elpha y Johan don Sancho, tararon de reclamar el paso franco para los zaragozanos, pero el rey los convenció de que el pontazgo era un derecho de la villa de Fraga.
En 1346 el río había dañado de nuevo el puente de piedra. En consecuencia, Pedro IV de Aragón confirmó el derecho de pontazgo por seis años a condición de que se invirtiera todo el dinero en la reconstrucción. Lo mismo se repitió en 1358 (por diez años) y 1374 (por seis años), ya que las crecidas del río no dejaban de dañarlo. La destrucción de 1374 fue tan completa que se decidió reconstruir el puente en madera, ya que la piedra era irrecuperable.

### Edad Moderna y la maza de Fraga
Así, a partir de 1374 el puente pasó a ser de madera. Cada vez que una riada se llevaba el puente, tenía que ser reconstruido. Para ello se usaba la maza de Fraga, un enorme tocho de madera tallado con acanaladuras a los lados. Se empleaba colocándola encima del pilón que había que clavar en el fondo del río y se guiaba con dos vigas introducidas en las ranuras a ambos lados de la maza. Las vigas servían de guías en el levantamiento y caída de la maza. Tras terminar su vida útil, acabó durante algún tiempo conservada en la iglesia de San Pedro y actualmente se encuentra en el ayuntamiento.
La fama de la «maza de Fraga» llegó al Diccionario de la Real Academia, que recoge el significado como:
1. Martinete, máquina que sirve para clavar estacas en el mar y en los ríos, por medio de un mazo que levantan en alto para dejarlo caer sobre la cabeza de la estaca.
2. Persona que tiene grande autoridad en todo lo que dice.
3. Ciertas palabras sentenciosas o verdades desnudas, que hacen grande impresión en quien las oye.

También se convirtió en un símbolo de la cabezonería aragonesa y se derivaron varios dichos:
- «la maza de Fraga saca polvo debajo del agua», que enseña que algunos con su pesadez e importunidad logren hasta lo que parecía imposible;[8][6] Según el Diccionario geografico popular de cantares, refranes, adagios, proverbios, locuciones, frases proverbiales y modismos españoles de 1923: «Este modismo se usa en Aragón para indicar lo imposible que es hacer una cosa.»[7]
- «que te va a caer la maza de Fraga», «expresión usada para amenazar a un niño», para que se porte bien;[6]
- «le cayó la maza de Fraga», es un modo de indicar lo que a uno le perjudica y sorprende en gran manera alguna cosa;[7]
- «ser pesado como la maza de Fraga», «se dice de lo que cae de un modo contundente y violento sobre otra cosa; y, en sentido metafórico, de lo que produce desaliento y profunda angustia en el ánimo; también del tardo para expresar lo que quiere decir.»[7]

En 1779 el puente de tablas tenía 21 arcos.
No solo hubo que reconstruir el puente en diversas ocasiones por las crecidas de río, sino que las guerras también contribuyeron a su destrucción. En 1809  el puente permitió a las tropas españolas llegar a Monzón y derrotar a las tropas francesas. Pero a mediados de marzo de ese mismo año fue destruido por el coronel Perena para dificultar el movimiento de las tropas francesas.

### Puente colgante

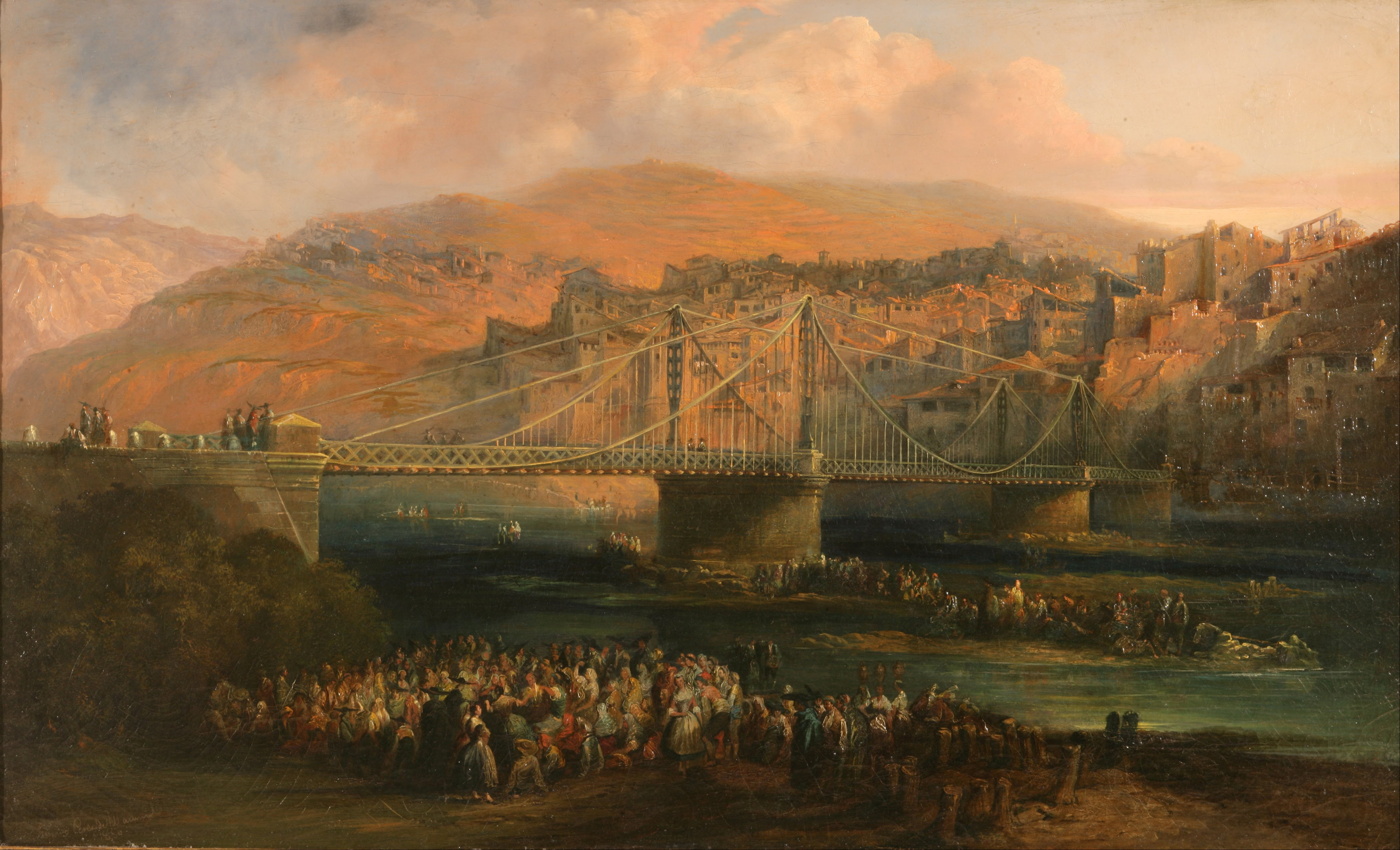
Vista de la ciudad de Fraga y su puente colgante (1850) de Jenaro Pérez Villaamil

En una Real Orden del 26 de septiembre de 1844 se aprobó la construcción de un nuevo puente colgante permanente sobre el río. Las obras comenzaron el 1 de agosto de 1845 y el puente se inauguró el 12 de abril de 1847. Según el Diccionario de Madoz, «Se compone de un solo tramo de seiscientos pies de abertura entre los paramentos de los estribos, y es de hierro con fuertes tablones de madera, sacada del Pirineo, y sólidos machones de piedra caliza extraída de las canteras que hay en las inmediaciones de la población.» El puente colgante, también llamado de San Isidro, sería un símbolo del proceso de industrialización de la España isabelina.
El nuevo puente generó algunos problemas con el pontazgo, elevados el 6 de mayo de 1847 por las localidades de Mequinenza, Ballobar, Torrente y Peñalba. Dichas localidades reclamaron su derecho histórico a estar exentos señalando diversos acuerdos de exención mutua y otros aprovechamientos mutuos. El consistorio de Fraga elevó la petición al Gobierno y los habitantes de las localidades reclamantes consiguieron la franquicia.
Desgraciadamente no resistió las riadas del Cinca mucho tiempo: 28 de septiembre de 1852 las aguas del río derribaban el puente, tirando al agua a numerosos habitantes de Fraga que se encontraban cruzándolo. Gracias a la acción de don Francisco Monfort y otros vecinos de Torrente de Cinca, en la orilla derecha se consiguieron salvar a muchas personas, pero finalmente 12 personas fallecieron. El mismo gobernador organizó una colecta para aliviar a las familias más pobres de los accidentados. En 1853 se reabrió el puente colgante reparado, a pesar de que algunos vecinos habían levantado sus voces, prefiriendo un puente de sillería.
El 21 de octubre de 1866 el puente volvió a hundirse a cause de fuertes aguaceros y continuas tormentas. Esta desgracia se unía a la inundación de las huertas y el secano, al otro lado del río. El hundimiento del puente impedía que los agricultores drenaran el secano y el trabajo en la huerta, amenazando la cosecha del año siguiente, agravando la situación en un momento en el que todo el país estaba pasando por una crisis agraria.
Para aliviar el problema, el Estado reintrodujo el servicio de barcas, que, aparte de no poder usarse cuando el río estaba crecido, no ofrecía un volumen de tránsito suficiente. El 24 de octubre de 1866 se eliminó el pontazgo de Fraga y se introdujo el portazgo, que se grababa en el camino, a tres kilómetros de la ciudad. Sin puente, el acceso a la huerta se veía muy dificultado y los vecinos de los pueblos de la margen derecha veían impedido su acceso al mercado de Fraga, un perjuicio económico importante para la comarca. El descontento fue creciendo, llegando a tener que intervenir la Guardia Civil en una ocasión.

### Puente de Hierro

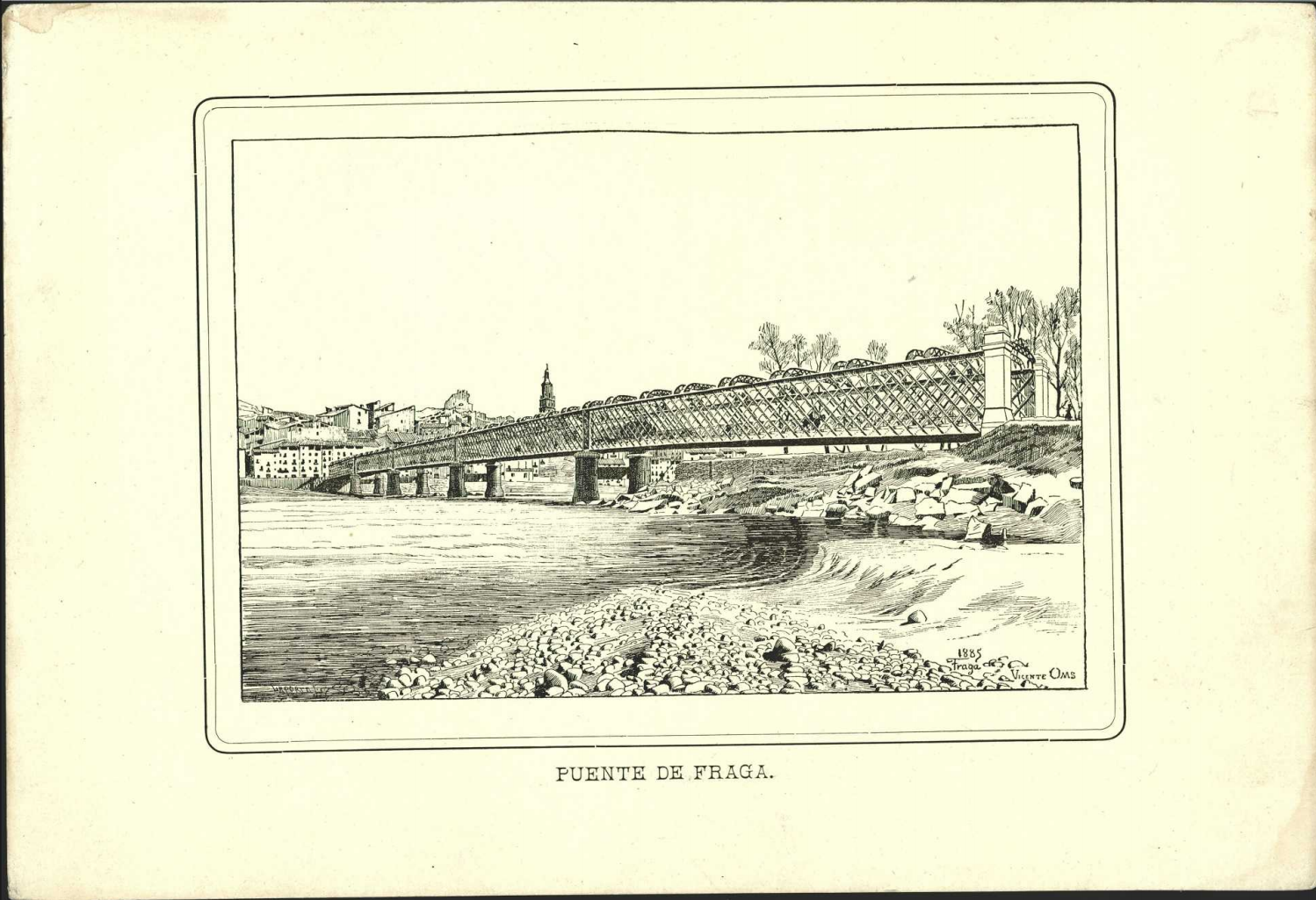
Grabado del puente de hierro de 1885, de Vicente Oms y Canet

En 1883 se construyó un nuevo puente diseñado y construido por Joaquin de Pano y Ruata, un arquitecto de Monzón (en 2020 se publicó un video corto con una reproducción en 3D). Se trataba esta vez de un puente de hierro, de vigas rectas, de factura muy bella, que reducía de forma considerable el tiempo de viaje de Zaragoza a Lérida. Se abrió al público el 25 de octubre de 1883.
En celebración, Fraga decretó tres días de fiesta, el 4, 5 y 6 de noviembre, con asistencia del obispo de Lérida y otras personalidades:

Ademas de las funciones y ceremonias religiosas figuran entre los detalles de los aludidos festejos, disparos de bombas, repiques de campanas, rondallas al estilo del país, dianas, comidas á los pobres, comparsa de dances, fuegos aéreos, globos, cucañas, corridas de hombres con trabas y de borricos sin ellas, vistosos globos, bailes públicos y uno de etiqueta en la Casa Consistorial, un gran concierto vocal é instrumental por la sociedad coral «La Artesana» y la banda militar del regimiento de Albuera, gratificación á los presos de la cárcel del partido por el Juzgado de Instrucción y reparto entre los pobres de la ciudad de 100 bonos costeados por la Junta Directiva.
El programa es variado, estenso y ameno y promete que no faltarán entretenimientos y jolgorios en Fraga en los días de las fiestas que anuncia.
Diario de Huesca, 30 de octubre de 1883

Durante las fiestas, la rondalla agradeció la labor de Eugenio Barrón —representante de Fraga en las Cortes, que en ese momento ya había fallecido— en favor de la construcción del puente con una canción:

Fue caballero de honor

Pues cumplió su palabra

Por eso se proclamó

Hijo adoptivo de Fraga

Por toda la población.

Ciudadanos los de Fraga

Con alta voz respirad

Y decid viva Barrón

En la gloria celestial.

Ciudadanos desde ahora

Rogad con gran devoción

Por que Dios tenga en la gloria

A D. Eugenio Barrón,

Que fue caballero de honra.
Don Eugenio, su palabra,

Como noble cumplió;

Para la ciudad de Fraga

Puente de hierro alcanzó,

Que es lo que más deseaba.

Venérase con recreo

En esta noble ciudad,

Don Francisco Mesonero

Que es noble caballero

A quien da hospitalidad.

Hijo político es

De Barrón á quien se alaba,

Por eso con gran placer

Ciudadanos de Fraga

Darle mil gracias á él.

El puente dio un magnífico servicio hasta que el 27 de marzo de 1938, a las 14:00 horas, fue volado por las tropas republicanas en su retirada.

### Franquismo y puentes actuales
Tras la destrucción del puente de hierro, enseguida fue sustituido por uno de caballetes de metal, que el río se llevó en una crecida el 29 de agosto de 1942, y más tarde por uno de madera mientras no se acabara el nuevo puente «grande».
En 1944 se construyó el puente «grande» en el kilómetro 417 de la Carretera Nacional II, comunicando Madrid con Barcelona y Francia. Fue inaugurado por el ministro de Obras Públicas, Alfonso Peña Boeuf, y otras autoridades el 6 de mayo de 1944. Se trata de un puente importante para la época, de 293 metros de longitud de siete arcos de treinta y dos metros de luz, con una calzada de siete metros y medio de ancho, que costó 3,7 millones de pesetas. El ingeniero responsable de la obra, Luis Sánchez Ocaña, se decidió por una nueva localización, a pesar de ser más caro, para separar los tráficos de la carretera Madid-Francia y el local, además de reducir el recorrido unos 400 metros; el tráfico en ese momento se calculaba en 400 coches, 1000 caballerías y 4000 peatones diarios,.
Inicialmente Sánchez Ocaña había previsto construir una pequeña pasarela de forma paralela al puente grande para el tráfico local, pero finalmente se decidió separar ambos proyectos. El proyecto para el puente pequeño se entregó a Fernando Susín Hernández, que aprovechó la cimentación del puente de hierro, por lo que el puente sólo costó un millón de pesetas. Fue inaugurado unos días después del puente grande, el 16 de mayo de 1944. Se trata de un puente de viga recta metálica sobre estribos y pilas de hormigón y piedra caliza escuadrada.
En 2005 se firmó un convenio con el gobierno de Aragón para la renovación del puente pequeño. Los trabajos comenzaron en marzo de 2006, para lo que se preveía cerrar el tráfico del puente durante un mes. Finalmente el puente se reabrió al tráfico el 3 de noviembre, debido a que los voladizos que soportan las aceras estaban muy deteriorados. Entre finales de enero y principios de febrero de 2007 hubo que volver a cerrar el tráfico para construir unas «orejeras» que permitan la instalación de una rotonda en el margen izquierda del río. En 2019 se limitó la velocidad del puente a 20 km/h, para evitar accidentes, debido a la gran cantidad de tráfico rodado y peatonal y a la estrechez del puente.
Se han construido otros dos puentes sobre el Cinca en el término municipal de Fraga: el puente de la AP-2 (1977) y el de la A-2 (2002), ambos aguas abajo de la ciudad de Fraga.